# Culex steffani
Culex steffani är en tvåvingeart som beskrevs av Sirivanakarn 1968. Culex steffani ingår i släktet Culex och familjen stickmyggor. Inga underarter finns listade i Catalogue of Life.